# Keith Armstrong

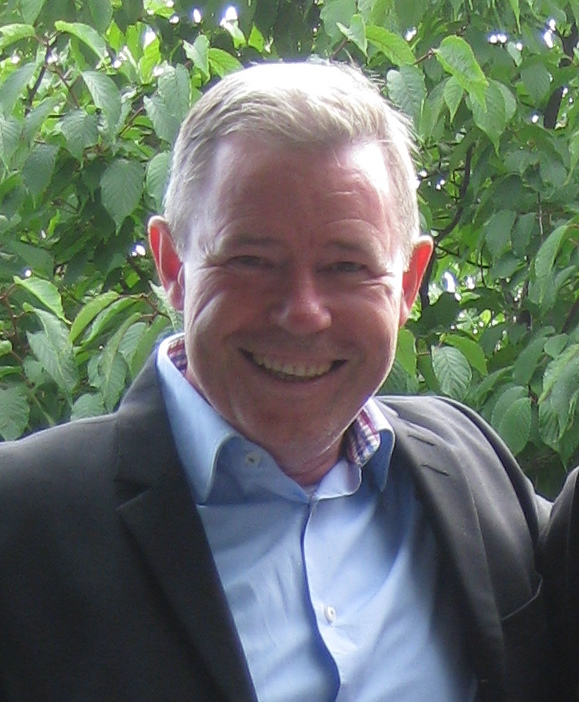
Keith Armstrong em 2015

Keith Thomas Armstrong (Corbridge, 11 de outubro de 1957) é um ex-jogador de futebol finlandês, que atua como treinador.